# 7. pehotna divizija (Irak)
7. pehotna divizija je pehotna divizija Iraške kopenske vojske, ki je podrejena Korpusu za hitro posredovanje.

## Zgodovina
Operacije in bitke
- Operacija Mawtini (2007)
- Bitka za Basro (2008)

## Organizacija
- 7. bataljon specialnih sil (Al Asad)
- 7. komando bataljon
- 26. pehotna (zračnodesantna) brigada
- 27. pehotna (zračnodesantna) brigada
- 28. pehotna brigada
- 29. mehanizirana brigada
- 7. poljski inženirski polk
- 7. poljski artilerijski polk
- 7. lokacijsko poveljstvo (Al Asad)

- 7. bazna varnostna enota
- 7. vzdrževalna baza
- 7. motorizirani transportni polk

- 7. divizijski trenažni center (Al Asad)